# Столяр Василь Андрійович
Василь Андрійович Столяр (нар. 11 квітня 1962, Луцьк) — український спортивний функціонер, бізнесмен та депутат. Голова Федерації баскетболу Волині. Колишній президент ФК «Волинь» (2002–2013), президент БК «Волинь-Баскет» (Луцьк). Голова фракції «Батьківщина» у Волинській облраді.

## Життєпис
Навчався у ЗОШ № 5 м. Луцьк. Протягом 1980–1982 років служив у війську.
Закінчив технологічний факультет Донецького інституту радянської торгівлі (навчався у 1982–1988 роках) та юридичний факультет Волинського національного університету ім. Лесі Українки.
Власник ТОВ «Феміда-Інтер». Власник баз відпочинку на Шацькому озері Світязь. Власник охоронного ТОВ «Феміда-Інтер + К».
У лютому 2017 р. призначений на посаду директора КП «Волиньприродресурс».

## Політична діяльність
У 2006 році обраний до Волинської облради за списками «Нашої України».
У 2010 році обраний депутатом Волинської облради за списками партії «Фронт Змін». Був заступником голови комісії з питань екології та раціонального використання природних ресурсів.
У 2015 р. на виборчому окрузі № 35 обраний депутатом Волинської облради ВО «Батьківщина». Голова фракції «Батьківщина» в обласній раді.

## Сім'я
Одружений, має 3 синів і дочку.